# Para vivir (álbum)
Para vivir es el undécimo disco LP del cantautor Joan Manuel Serrat editado en 1974 por la compañía discográfica Zafiro/Novola, todos los temas compuestos por Joan Manuel Serrat, con arreglos y dirección musical de Ricard Miralles. Este disco también es conocido por la canción que abre la grabación: Canción infantil.

## Canciones que componen el disco
| Pista | Título                                                                    | Autor              | Tiempo |
| ----- | ------------------------------------------------------------------------- | ------------------ | ------ |
| 1     | Canción infantil... para despertar a una paloma morena de tres primaveras | Joan Manuel Serrat | 3:58   |
| 2     | Soneto a mamá                                                             | Joan Manuel Serrat | 2:10   |
| 3     | De parto                                                                  | Joan Manuel Serrat | 3:30   |
| 4     | Campesina                                                                 | Joan Manuel Serrat | 5:48   |
| 5     | Arena y limo                                                              | Joan Manuel Serrat | 3:36   |
| 6     | Romance de Curro «El Palmo»                                               | Joan Manuel Serrat | 7:06   |
| 7     | Hermano que te vas a California                                           | Joan Manuel Serrat | 3:43   |
| 8     | Decir amigo                                                               | Joan Manuel Serrat | 4:38   |
| 9     | Para vivir                                                                | Joan Manuel Serrat | 2:34   |